# 和妻
和妻（日语：／）又稱為手妻（日语：／），是日本自古以口相傳的傳統魔術，「和」指的是日本，而「妻」是指閃電（日语：／），意思是魔術的變化或魔術師手部的動作如同閃電般一樣快速。與之相對，西洋的魔術在日本又被稱為洋妻（日语：／）。現代日本創作出來的魔術被稱為「創作和妻」或「現代和妻」。
1997年5月24日，和妻被日本文化廳的官員選為必需採取紀錄等措施的無形文化財之一。

## 脚注
1. ↑  カズ・カタヤマ 『図解 マジックテクニック入門』 東京堂出版、2003年、3頁。
2. ↑  . 社団法人日本奇術協会.   [2012-01-28]. （原始内容存档于2009-02-18）.
3. ↑  日本奇術協会 監修 『七十年の歩み : 社団法人日本奇術協会創立七十周年記念誌』 日本奇術協会、2006年、150頁。
4. ↑  .   [2020-02-20]. （原始内容存档于2010-05-19）.